# Depresja tropikalna

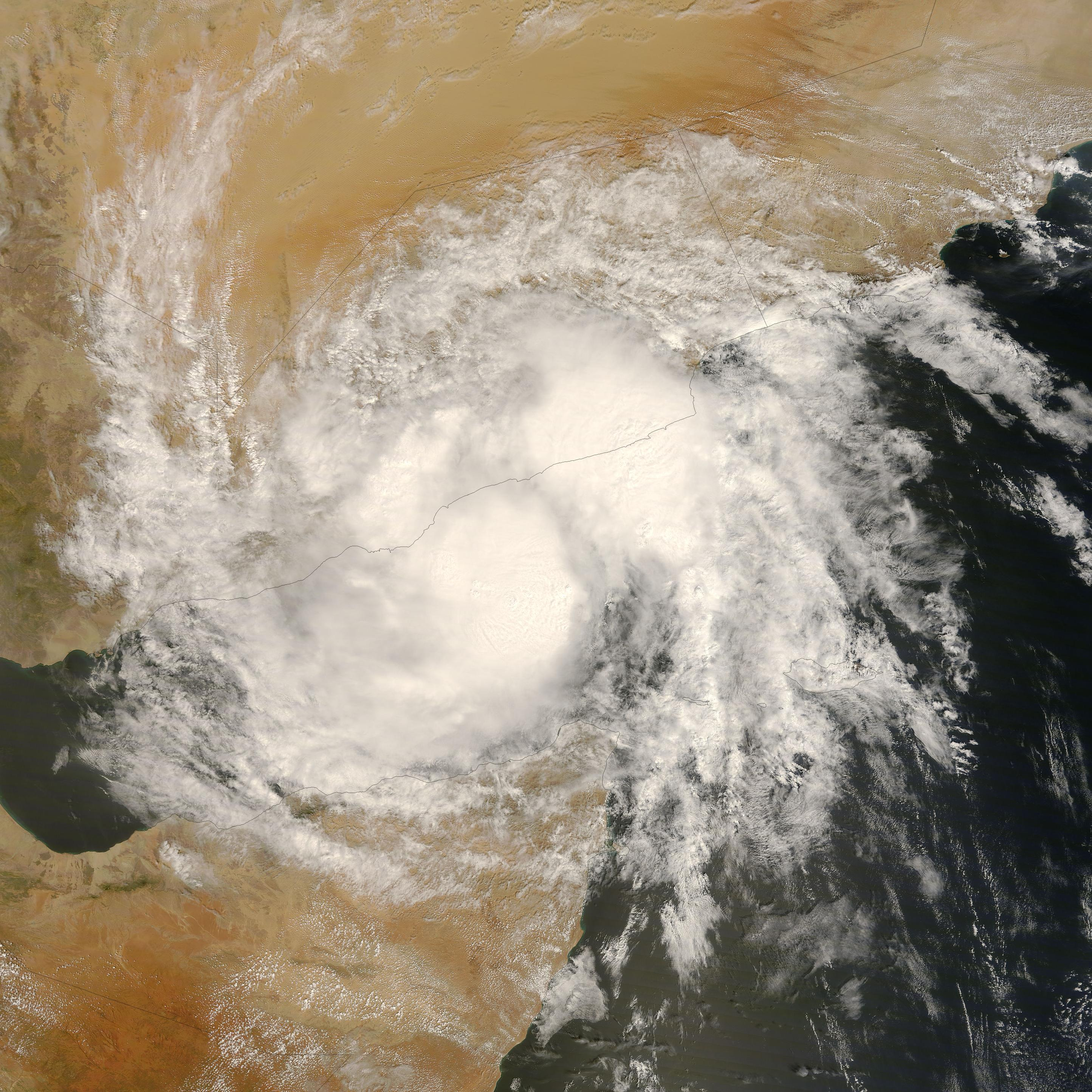
Depresja tropikalna nad Jemenem 23 października 2008

Depresja tropikalna – cyklon tropikalny o prędkości wiatru nieprzekraczającej 17 m/s (61 km/h). Silniejsze cyklony określane są mianem burzy tropikalnej.